# Lausanne International 1954
Die Lausanne International 1954 im Badminton fanden vom 23. bis zum 25. April 1954 im Casino de Montbenon in Lausanne statt. Es war die zweite internationale Badminton-Meisterschaft in der Schweiz. Aus den Lausanne International 1954 gingen im Folgejahr die Swiss Open hervor.

## Die Sieger und Platzierten
| Disziplin    | Gold                             | Silber                                 | Bronze                                               |
| ------------ | -------------------------------- | -------------------------------------- | ---------------------------------------------------- |
| Herreneinzel | Paul Ailloud                     | Gottschau                              | Gagnaire                                             |
| Herreneinzel | Paul Ailloud                     | Gottschau                              | Maurice Mathieu                                      |
| Dameneinzel  | Noëlle Ailloud                   | Gottschau                              | Jeannie Mathieu                                      |
| Dameneinzel  | Noëlle Ailloud                   | Gottschau                              | J. Verplancke de Diepenhede                          |
| Herrendoppel | Michel Le Renard Maurice Mathieu | Robert Baldin Jean Mermod              | Paul Ailloud Bernard Minet                           |
| Herrendoppel | Michel Le Renard Maurice Mathieu | Robert Baldin Jean Mermod              | Gottschau Tilbert Haberfeld                          |
| Damendoppel  | Noëlle Ailloud Jeannie Mathieu   | J. Verplancke de Diepenhede F. Malevez | Gottschau Le Renard                                  |
| Damendoppel  | Noëlle Ailloud Jeannie Mathieu   | J. Verplancke de Diepenhede F. Malevez | Verplancke de Diepenhede J. Verplancke de Diepenhede |
| Mixed        | Gottschau Gottschau              | Paul Ailloud Jeannie Mathieu           | Maurice Mathieu Noëlle Ailloud                       |
| Mixed        | Gottschau Gottschau              | Paul Ailloud Jeannie Mathieu           | Malevez F. Malevez                                   |